# Merothrips aithiopicus
Merothrips aithiopicus — викопний вид трипсів сучасного роду Merothrips родини Merothripidae. Виявлений у 2020 році в ефіопському бурштині. Голотип виду зберігається у Віденському музеї природознавства (Австрія).